# Relativity Space
Relativity Space es una empresa aeroespacial estadounidense con sede en Los Ángeles, California. Fue fundada en 2015 por Tim Ellis y Jordan Noone. Relativity Space desarrolla tecnologías de fabricación, vehículos de lanzamiento y motores de cohetes para servicios comerciales de lanzamiento orbital.
Su primer vuelo fue el 23 de marzo de 2023 desde Cabo Cañaveral con el Terran 1, el cual no cumplió el objetivo de llegar a la órbita baja terrestre.

## Historia
Relativity Space fue fundada por el CEO Tim Ellis y el CTO Jordan Noone con la idea de que las empresas existentes de NewSpace no estaban aprovechando lo suficiente el potencial de la fabricación aditiva (impresión 3D). Relativity aspira a ser la primera empresa en poner en órbita con éxito un cohete orbital totalmente impreso en 3D.
En noviembre de 2020 Relativity Space anunció su ronda de financiación de serie D por valor de 500 millones de dólares americanos, con una valoración de 2300 millones de valoración. En junio de 2021 Relativity anunció otra ronda de captación de fondos dirigida por Fidelity Investments por valor de 650 millones con una valoración de 4200 millones de dólares americanos, elevando la financiación total recaudada a 1335 millones. Las captaciones de fondos ayudarán al desarrollo de un cohete pesado parcialmente reusable, el Terran R, cuyo objetivo es tener un primer lanzamiento orbital no antes de 2026. Relativity Space cuenta con inversores incluyendo Baillie Gifford, Blackrock, BOND, Coatue, Fidelity, General Catalyst, ICONIQ Capital, K5 Global, Mark Cuban, Playground Global, Social Capital, Tiger Global, Tribe Capital, e Y Combinator entre otros.

## Instalaciones

### Sede
Relativity Space anunció un nuevo espacio de 11 000 metros cuadrados para su sede y fábrica de Long Beach, California, en febrero de 2020. Esta nueva sede alberga tanto las operaciones comerciales como la fábrica autónoma de Relativity. Según una entrevista con el CEO Tim Ellis, la fábrica no tiene equipamiento fijo, lo que le permite reconfigurarse rápidamente y ser autónoma.

### Centro Espacial Stennis

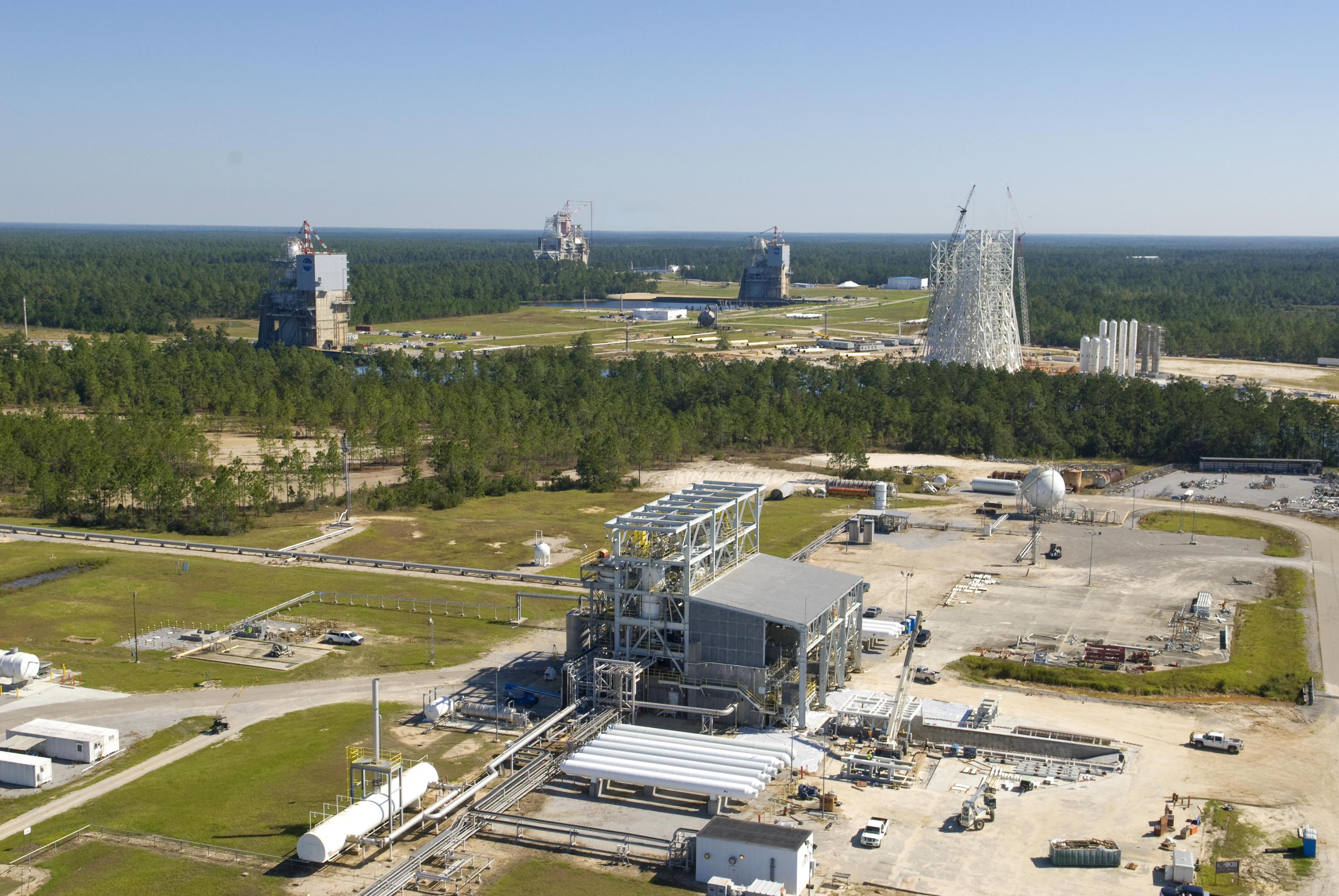
Complejo de Pruebas E (primer plano) en el Centro Espacial Stennis, donde Relativity realiza encendidos de prueba del motor Aeon 1.

En marzo de 2018, Relativity Space firmó un contrato de arrendamiento de 20 años en el Centro Espacial Stennis en Misisipi, una instalación de prueba de cohetes de la NASA, para probar los componentes del motor y, finalmente, probar a gran escala sus motores de cohete Aeon 1.  Y en junio de 2019, Relativity Space amplió su trabajo con el Centro Espacial Stennis para incluir el uso exclusivo de 20 000 m² dentro del Edificio 9101. Relativity Space planea crear 200 empleos e invertir 59 millones de dólares en Misisipi durante el transcurso de este contrato de arrendamiento de nueve años, con la opción de ser extendido por otros 10 años.

### Cabo Cañaveral LC-16
En enero de 2019, Relativity Space anunció que ganó un proceso de licitación competitivo con la Fuerza Aérea de los Estados Unidos para construir y operar el Complejo de Lanzamiento 16 (LC-16) en la entonces Estación de la Fuerza Aérea de Cabo Cañaveral en Florida. LC-16 tiene un significado histórico ya que fue utilizado anteriormente por las fuerzas armadas de los EE. UU. para lanzar misiles balísticos Titan y Pershing.

### Edificio 330 de la base de la Fuerza Aérea Vandenberg
En junio de 2020, Relativity Space anunció que planea desarrollar una segunda plataforma de lanzamiento en la Base de la Fuerza Aérea Vandenberg en California para lanzar cargas útiles en órbitas polares y órbitas heliosíncronas, incluidos los lanzamientos de satélites Iridium, entre 2023 y 2030.

## Clientes
A fecha de junio de 2020, Relativity Space ha agendado más lanzamientos que cualquier otra empresa de la industria espacial privada desde SpaceX.

### Cronograma de los contratos de lanzamiento anunciados públicamente
El 5 de abril de 2019, Relativity Space anunció su primer contrato firmado. Este contrato fue con Telesat, el operador canadiense de satélites de telecomunicaciones. Los términos de este contrato no se especificaron, pero incluyó lanzamientos "múltiples" del cohete Terran 1.
Relativity Space anunció públicamente su contrato con mu Space en abril de 2019. Se espera que Relativity Space lance un satélite de mu Space a órbita terrestre baja en la segunda mitad de 2022, a bordo de un cohete Terran 1 de Relativity.
En mayo de 2019, Relativity Space firmó un contrato con Spaceflight Industries, un proveedor de gestión de misiones y viajes compartidos por satélite, para lanzar sus minisatélites. Los términos de este acuerdo no se revelaron, sin embargo, se compartió que el contrato incluía un lanzamiento del cohete Terran 1 de Relativity en el tercer trimestre de 2021, con una opción para un número no especificado de lanzamientos adicionales.
En septiembre de 2019, Relativity Space y Momentus Space anunciaron su acuerdo de servicio de lanzamiento en la World Satellite Business Week 2019 en París. El acuerdo establecía que los vehículos de lanzamiento Terran 1 de Relativity llevarán a órbita los remolcadores espaciales Vigoride de Momentus. El contrato es para un lanzamiento, con una opción para cinco misiones adicionales.
En junio de 2020, Relativity Space anunció que firmaron un nuevo contrato de lanzamiento con Iridium. Este contrato incluye hasta seis lanzamientos dedicados para desplegar satélites de reserva en la órbita terrestre baja (OTB) para la constelación de Iridium NEXT en el lanzador Terran 1 de Relativity. Según Suzi McBride, directora de operaciones de Iridium, el proveedor de comunicaciones por satélite eligió asociarse con Relativity Space debido a su capacidad de lanzamiento flexible y la capacidad de la compañía para lanzar un satélite a la vez. Según el acuerdo, estos lanzamientos no comenzarán antes de 2023.
Lockheed Martin anunció el 16 de octubre de 2020 que lanzará una misión de demostración de gestión de hidrógeno líquido criogénico en un Terran 1. Lockheed Martin también especificó que el lanzamiento utilizará el vehículo de transferencia orbital Vigoride de Momentus para albergar la carga útil criogénica. Este anuncio se produjo dos días después de que la NASA anunciara los destinatarios de sus premios Tipping Point.

## Productos

### Aeon 1
El motor de cohete Aeon 1 está diseñado para producir unos 69 kN al nivel del mar y unos 113 kN al vacío. El motor funciona con gas natural licuado (GNL) y oxígeno líquido (LOX). Está hecho de una aleación patentada impresa en 3D. Se imprime mediante sinterización selectiva por láser y se ensambla a partir de menos de 100 piezas. Para marzo de 2018, Relativity Space había completado más de 300 pruebas de encendido de su motor Aeon 1, utilizando la instalación de prueba E-3 en el Centro Espacial Stennis de la NASA. 

### Stargate
Para imprimir en 3D componentes grandes, Relativity Space ha creado un sistema llamado Stargate, afirmando que es la impresora 3D de metales más grande del mundo. Stargate utiliza la tecnología de soldadura existente para fundir alambre de metal, capa por capa, en estructuras precisas y complejas que tienen un mínimo de juntas y piezas. La compañía tiene como objetivo imprimir en 3D al menos el 95% de su lanzador, incluidos los motores, para fines de 2020. La compañía planea imprimir en 3D un vehículo de lanzamiento completo en un plazo de 60 días.

### Terran 1
El Terran 1 fue un vehículo de lanzamiento desechable de dos etapas y de total fabricación en impresoras 3D. La primera etapa usaba nueve motores Aeon 1, mientras que la segunda etapa usaba un solo motor Aeon 1. La carga útil máxima era de 1250 kg hasta una órbita terrestre baja (OTB) de 185 km, 900 kg hasta una órbita heliosíncrona (OHS) de 500 km, 700 kg hasta OHS de 1200 km. El cohete no utilizaba helio para su presurización, sino que contaba con presurización autógena. El precio de lanzamiento anunciado de Relativity fue de US$ 12 millones por misión Terran 1 en junio de 2020.

### Terran R
El Terran R es un vehículo de lanzamiento totalmente reutilizable  en desarrollo diseñado para competir con el cohete Falcon 9 de SpaceX. Es una evolución del Terran 1, con una capacidad máxima de carga útil de 20 000 kg a la órbita terrestre baja. La primera etapa usará siete motores Aeon R, mientras que la segunda etapa usará un motor Aeon 1 mejorado con una cámara de cobre. Con este diseño, Relativity tiene como objetivo superar la carga útil del Falcon 9 a la órbita terrestre baja en aproximadamente un 20 por ciento, con una masa de carga útil objetivo (a fecha de junio de 2021) de aproximadamente 20 toneladas, con el objetivo a largo plazo de realizar el primer lanzamiento orbital a partir de 2024.